# Crazy Crazy Nights
(Un significativo passo della canzone)
Crazy Crazy Nights è un brano del gruppo rock Kiss, incluso nell'album Crazy Nights del 1987 e pubblicato come singolo il 18 agosto di quello stesso anno (assieme al brano No, No, No pubblicato come lato B).

## Il brano
Composto da Paul Stanley con l'ausilio di Adam Mitchell, Crazy Crazy Nights riscosse successo (anche se minore rispetto al 1979) soprattutto in Europa, dove nel Regno Unito si issò alla quarta posizione (miglior posizione mai raggiunta da un singolo dei Kiss nella classifica britannica). Nonostante sia caratterizzata da buone sonorità rock, la canzone divenne oggetto di critiche soprattutto da parte del pubblico hard rock della band, che giudicò il brano troppo commerciale rispetto ai precedenti lavori del gruppo.
Per la canzone è stato realizzato un videoclip (diretto da Jean Pellerin e Doug Freel) nel quale si vede il gruppo che si esibisce in concerto. Questo videoclip è stato successivamente incluso nella compilation Crazy Nights, pubblicata nel 1989 in formato VHS.

## Tracce
- Lato A: Crazy Crazy Nights
- Lato B: No, No, No

## Formazione
- Gene Simmons - basso, voce secondaria
- Paul Stanley - voce principale, chitarra ritmica
- Eric Carr - batteria, voce secondaria
- Bruce Kulick - chitarra solista